# 팀 벤팅크

제12대 포틀랜드 백작 티모시 찰스 로버트 노엘 벤팅크(Timothy Charles Robert Noel Bentinck, 12th Earl of Portland, MBE, 1953년 6월 1일 ~ )는 일반적으로 팀 벤팅크(Tim Bentinck)로 잘 알려진 영국의 배우, 작가이다. 1997년 부친 제11대 포틀랜드 백작 헨리 벤팅크 사후 백작위를 습작 후 상원에서 2년간 활동하였다.
| 전임 헨리 벤팅크 | 영국의 포틀랜드 백작 1997년 ~ | 후임 - |

| 전임 헨리 벤팅크 | 신성 로마 제국의 포틀란트 백작 1997년 ~ | 후임 - |